# Коксу (приток Каратала)
Коксу (каз. Көксу) — река в Казахстане, является левым притоком реки Каратал. Протекает по территории Кербулакского, Ескельдинского и Коксуского районов Жетысуской области. Площадь водосбора — 4670 км², протяжённость — 205 км.
Среднегодовой расход воды в 46 км от устья составляет около 57 м³/с. Средний уклон — 0,004-0,005 м/км.

## География
Коксу — является левым притоком реки Каратал, берёт начало у основания ледниковых морен Джунгарского Алатау на высоте 3500 м от слияния двух довольно значительных по своей длине рек Казан и Караарык. В верхнем течении русло реки расположено на дне узкой межгорной долины, приобретающей в местах пересечения горных хребтов облик ущелья. Их образуют отроги хребта Токсанбай.
За п. Рудничный река принимает крупный левый приток — река Коктал, что увеличивает расход воды практически вдвое.
Минуя предгорья с их холмисто сопочным рельефом, река выходит на Каратальскую долину и пересекает её в направлении, параллельному руслу реки Каратал до слияния с последним. Впадает в реку Каратал севернее села Кенарал.
В местах пересечения реки с автомобильными и железными дорогами имеются мосты.

## Описание ущелья
В бассейне Коксу расположены 162 ледника, общая площадь которых составляет 205 км².
Долина Коксу в верхнем течении — скалистая. Русло умеренно извилистое, берега крутые. Джунгарский Алатау состоит из нескольких параллельных хребтов, протянувшихся с северо-востока на юго-запад и разделённых межгорными впадинами. Наиболее глубокая из межгорных впадин по которой протекает река Коксу, разделяет Джунгарский Алатау на северный и южный центральные хребты. В верховьях реки Коксу они сливаются в единый горный узел, поднимающейся до 4454 м (г. Бесбакан) и являющийся главным водоразделом речных систем Джунгарского Алатау.

## Сток реки
Сток реки формируется в основном за счёт таяния ледников. Именно поэтому максимальные уровни воды в реке наблюдаются в середине июля — наиболее жаркого месяца лета. Весной также наблюдается небольшой паводок, вызванный таянием снегов, но, как правило, он значительно слабее июльского.
Максимальные расходы по реке Коксу проходит в мае-июле и очень редко в конце апреля. Более ранние максимумы происходят от таяния снегов на водосборной площади, а более поздние — от таяния ледников. Во время паводка отчётливо прослеживаются два типа — весенний(снеговой) и летний — (ледниковый).
В целом эти пики имеют отдельные колебания паводковых волн. Летней межени нет. Меженный период приходится на октябрь. В этом месяце уровни устойчивые.
Наивысшее стояние уровня воды наблюдается обычно при прохождении снегового паводка.
Для реки Коксу характерно наличие частых грязекаменных потоков (селей). Сочетание обильных дождей (особенно тёплых) с весенним снеготаянием или с таянием ледников в летний период могут вызвать селевые потоки.
Вода питьевая. В среднем течении используется для полива сельскохозяйственных посевов и как пастбище, вода в нижнем течении Коксу — для водоснабжения и орошения.

## Фотографии
- река Коксу на выходе из ущелья
- река Коксу в верхнем течении